# Ministrowie ds. Wspólnoty Narodów
Secretary of State for Commonwealth Relations, brytyjskie ministerstwo istniejące w latach 1947–1966, połączone później z Ministerstwem ds. Kolonii (1966 r.), a później z Ministerstwem Spraw Zagranicznych (1968).
Lista ministrów
| Minister                                      | Czas urzędowania                        |
| --------------------------------------------- | --------------------------------------- |
| Christopher Addison, 1. wicehrabia Addison    | 7 lipca 1947 - 7 października 1947      |
| Philip Noel-Baker                             | 7 października 1947 – 28 lutego 1950    |
| Patrick Gordon Walker                         | 28 lutego 1950 – 26 października 1951   |
| Hastings Ismay, 1. baron Ismay                | 28 października 1951 – 12 marca 1952    |
| Robert Gascoyne-Cecil, 5. markiz Salisbury    | 12 marca 1952 – 24 listopada 1952       |
| Philip Cunliffe-Lister, 1. wicehrabia Swinton | 24 listopada 1952 - 7 kwietnia 1955     |
| Alexander Douglas-Home, 14. hrabia Home       | 7 kwietnia 1955 – 27 lipca 1960         |
| Duncan Sandys                                 | 27 lipca 1960 – 16 października 1964    |
| Arthur Bottomley                              | 18 października 1964 – 1 sierpnia 1966  |
| Herbert Bowden                                | 1 sierpnia 1966 – 29 sierpnia 1967      |
| George Thomson                                | 29 sierpnia 1967 – 17 października 1968 |